# بيرل لندن
بيرل لندن (بالإنجليزية: Pearl London)‏ هي كاتِبة وشاعرة أمريكية، ولدت في 1916، وتوفيت في 2003.
1. 1 2   https://archives.yale.edu/agents/people/95820. {{استشهاد ويب}}: |url= بحاجة لعنوان (مساعدة) والوسيط |title= غير موجود أو فارغ (من ويكي بيانات) (مساعدة)